# Kaya Peker
Kaya Peker (Ankara, 2 agosto 1980) è un ex cestista turco.
Alto 206 cm per 110 kg, giocava come centro.

## Carriera
Nel 2007 è stato convocato per gli Europei in Spagna con la maglia della nazionale della Turchia.

## Palmarès
- Campionato turco: 6

Efes Pilsen: 2001-02, 2002-03, 2003-04, 2004-05, 2008-09
Fenerbahçe Ülker: 2010-11
- Supercoppa spagnola: 1

Saski Baskonia: 2006
- Coppa di Turchia: 6

Efes Pilsen: 2000-01, 2001-02, 2005-06, 2008-09
Fenerbahçe Ülker: 2010-11, 2012-13
- Coppa del Presidente: 1

Efes Pilsen: 2009